# Borgerrepræsentationen i København 2018-2021
Ved kommunalvalget den 21. november 2017 indvalgtes 55 medlemmer af Københavns Borgerrepræsentation.
Mandatfordelingen var som følger:
- Socialdemokratiet: 15
- Enhedslisten: 11
- Alternativet: 6
- Venstre: 5
- Radikale Venstre: 5
- Socialistisk Folkeparti: 5
- Dansk Folkeparti: 3
- Det Konservative Folkeparti: 3
- Liberal Alliance: 2

| Navn                      | Parti                       | Bemærkninger                                                                    |
| ------------------------- | --------------------------- | ------------------------------------------------------------------------------- |
| Astrid Aller              | Socialistisk Folkeparti     |                                                                                 |
| Christopher Røhl Andersen | Radikale Venstre            |                                                                                 |
| Kasandra Behrndt-Eriksen  | Socialdemokratiet           |                                                                                 |
| Niels E. Bjerrum          | Socialdemokratiet           |                                                                                 |
| Helle Bonnesen            | Det Konservative Folkeparti |                                                                                 |
| Fanny Broholm             | Alternativet                |                                                                                 |
| Jens Kjær Christensen     | Enhedslisten                |                                                                                 |
| Jesper Christensen        | Socialdemokratiet           | Børne- og Ungdomsborgmester                                                     |
| Carl Christian Ebbesen    | Dansk Folkeparti            |                                                                                 |
| Line Ervolder             | Det Konservative Folkeparti |                                                                                 |
| Maria Frej                | Socialistisk Folkeparti     |                                                                                 |
| Niko Grünfeld             | Frie Grønne                 | Kultur- og Fritidsborgmester til 1. november 2018                               |
| Gorm Anker Gunnarsen      | Enhedslisten                |                                                                                 |
| Ali Hansen                | Enhedslisten                |                                                                                 |
| Anna Hede                 | Dansk Folkeparti            |                                                                                 |
| Gyda Heding               | Enhedslisten                |                                                                                 |
| Susan Hedlund             | Socialdemokratiet           |                                                                                 |
| Kim Hjerrild              | Alternativet                |                                                                                 |
| Jakob Hougaard            | Socialdemokratiet           |                                                                                 |
| Troels Christian Jakobsen | Alternativet                |                                                                                 |
| Frank Jensen              | Socialdemokratiet           |                                                                                 |
| Jonas Bjørn Jensen        | Socialdemokratiet           |                                                                                 |
| Andreas Liske Keil        | Socialdemokratiet           |                                                                                 |
| Marcus Knuth              | Det Konservative Folkeparti |                                                                                 |
| Rikke Lauritzen           | Enhedslisten                |                                                                                 |
| Cecilia Lonning-Skovgaard | Venstre                     | Beskæftigelses- og Integrationsborgmester                                       |
| Charlotte Lund            | Enhedslisten                |                                                                                 |
| Jens-Kristian Lütken      | Venstre                     |                                                                                 |
| Karina Vestergård Madsen  | Enhedslisten                |                                                                                 |
| Trine Madsen              | Socialdemokratiet           |                                                                                 |
| Flemming Steen Munch      | Venstre                     |                                                                                 |
| Klaus Mygind              | Socialistisk Folkeparti     | Midlertidig sundhedsborgmester under Sisse Marie Wellings barsel                |
| Knud Holt Nielsen         | Enhedslisten                |                                                                                 |
| Mia Nyegaard              | Radikale Venstre            | Socialborgmester                                                                |
| Tommy Petersen            | Radikale Venstre            |                                                                                 |
| Mette Annelie Rasmussen   | Radikale Venstre            |                                                                                 |
| Franciska Rosenkilde      | Alternativet                | Kultur- og Fritidsborgmester fra 1. november 2018                               |
| Laura Rosenvinge          | Socialdemokratiet           |                                                                                 |
| Finn Rudaizky             | Dansk Folkeparti            |                                                                                 |
| Sofie Seidenfaden         | Socialdemokratiet           |                                                                                 |
| Badar Shah                | Alternativet                |                                                                                 |
| Simon Simonsen            | Socialdemokratiet           |                                                                                 |
| Kåre Traberg Smidt        | Alternativet                |                                                                                 |
| Annika Smith              | Socialistisk Folkeparti     |                                                                                 |
| Caroline Stage            | Venstre                     |                                                                                 |
| Simon Strange             | Socialdemokratiet           |                                                                                 |
| Jes Vissing Tiedemann     | Radikale Venstre            |                                                                                 |
| Alex Vanopslagh           | Liberal Alliance            |                                                                                 |
| Marcus Vesterager         | Socialdemokratiet           |                                                                                 |
| Heidi Wang                | Liberal Alliance            |                                                                                 |
| Hassan Nur Wardere        | Enhedslisten                |                                                                                 |
| Lars Weiss                | Socialdemokratiet           |                                                                                 |
| Sisse Marie Welling       | Socialistisk Folkeparti     | Sundhedsborgmester (barselsorlov 2019 - midlertidigt erstattet af Klaus Mygind) |